# Соневицький Ігор Михайлович
Ігор Михайлович Соневицький (2 січня 1926, Гадинківці, Чортківського повіту — 23 грудня 2006, Лексінґтон, Нью-Йорк) — український композитор, музикознавець і диригент.

## Біографічні відомості
Народився як син Михайла Соневицького й Ольги (до шлюбу Ласовська).
Учився у Вищому Музичному Інституті ім. Лисенка у Львові, Віденському університеті музики й виконавського мистецтва і Державній Музичній Академії у Мюнхені (диплом, 1950); Доктор філософії в Українському Вільному Університеті в Мюнхені, (1961). З 1950 у США, співзасновник та викладач Українського Музичного Інституту в Нью-Йорку (у роках 1959—61 — його директор).
Диригент хору «Думка» в Нью-Йорку, «Трембіта» в Ньюарку, «Українського Хору ім. Тараса Шевченка» в Клівленді. Професор Українського Католицького Університету в Римі (1971—1980), дійсний член Української Вільної Академії Наук в США і Наукового Товариства ім Т. Шевченка, член Американського Музикологічного Товариства та Асоціяції Американських Композиторів, основник та керівник Центру Української Культури в Гантері (1983—2003).
Твори: Опера «Зоря», балет «Попелюшка», кантата «Любіть Україну» до слів Сосюри, для фортепіана: Варіації, Триптих, Мініатюри, зб. п'єс «Пори Року» (1999), фортепіановий концерт «Солоспіви» (1993), «Духовні Твори» (Літургія, Панахида та Canti Spirituali, 1999) солові та хорові твори на слова Т. Шевченка, І. Франка, Л. Українки, Є. Маланюка, Б. І. Антонича, В. Симоненка та ін.; близько 30 музичних оформлень для театру до драми Лесі Українки «Лісова пісня», Івана Франка «Іван Вишенський» та ін., обробки народних пісень. Друковані праці: «Артем Ведель і його музична спадщина» [Архівовано 30 вересня 2021 у Wayback Machine.] (1966), «Композиторська спадщина Нестора Нижанківського» [Архівовано 30 вересня 2021 у Wayback Machine.] (1973), «Словник Українських Композиторів» (1995), «Мирослав Скала-Старицький» (2000); редактор 2-го видання «Історія Української Музики» M. Грінченка, «Ми йдемо в бій» [Архівовано 30 вересня 2021 у Wayback Machine.] (пісні Романа Купчинського), статті та рецензії в пресі.
У 2011 р. архів Ігоря Соневицького передано львівському Інституту літургійних наук Українського Католицького Університету (нині — Інститут церковної музики).